# Панкратівський міст
Панкра́тівський міст розташований у місті Херсоні. Поєднує центральну частину міста з місцевістю Забалка. Збудований у 1907 році через Засипну балку. Нині проходить повз вулицю Робочу над вулицею Колодязною. За часів будівництва мосту вулиця Робоча мала назву Панкратівська — на її честь і названо міст.
Панкратівський міст має стратегічне значення. Це важлива ділянка, якою рухаються автомобілі та рейсові автобуси. Проте міст дуже вузький, а видимість не завжди нормальна. Це стає причиною численних ДТП на мосту.
Історія моста починається з того, що при будівництві міста Херсон виникло питання прокладання доріг. Через особливості ландшафту перед інженерами стояло непросте завдання: об'єднання різних частин міста між собою. При цьому місто повинно було залишатися захищеним від можливих атак неспокійних сусідів імперії. Численні балки подарували місту кілька дивовижних мостів. Панкратовскій міст - один з таких мостів. Він був введений в експлуатацію в 1907 році. Міст з'єднує спальний район з центром міста. На момент будівництва Панкратовского моста проектувальники застосували новітні технології в даній галузі. Міст має кілька арок для відведення води. Сьогодні міст як гість з минулого. Він виконаний в західноєвропейському стилі. Складається відчуття, що потрапив в маленьке містечко Німеччини або Відня. Міст і зараз є важливою складовою міста. Він володіє великою пропускною здатністю. Після деяких ремонтних робіт він ще довго буде служити місту і місцевим жителям.